# Gúdar
Gúdar – gmina w Hiszpanii, w prowincji Teruel, w Aragonii, o powierzchni 60,77 km². W 2011 roku gmina liczyła 77 mieszkańców.